# Músculo constritor médio da faringe
O músculo constritor da faringe médio é um músculo da faringe. É um dos três músculos constritores faríngeos. É menor do que o músculo constritor faríngeo inferior.